# Tái tuần hoàn khí thải

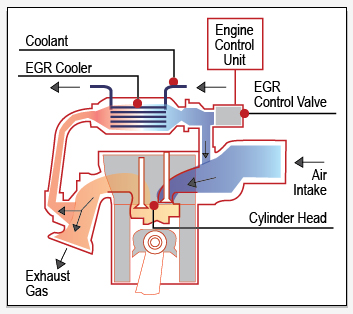
Sơ đồ giải thích nguyên lý tái tuần hoàn khí thải trong động cơ đốt trong

Tái tuần hoàn khí thải là một kỹ thuật làm giảm thiểu các oxide của nitơ được dùng trong phần lớn các động cơ xăng, động cơ diesel, tuốc bin hơi. Việc giảm thiểu rất cần thiết, đặc biệt là tại các động cơ đốt trong nhằm giới hạn các chất độc hại này nằm trong giới hạn cho phép.
Tại vòng tua nhỏ thì lượng oxy trong luồng khí nạp vẫn dư để tái tuần hoàn nạp vào buồng đốt cho chu kỳ sau, mặt khác nhiệt lượng của khí tái tuần hoàn được tận dụng nhằm nâng cao hiệu suất động cơ, đồng thời cho phép nhiên liệu cháy tốt
Tại vòng tua cao hơn thì lượng khí cần nhiều hơn, các van tuần hoàn sẽ tùy theo tua động cơ và tải sẽ được điều chỉnh để mang lại hiệu suất cao nhất.
Ngoài ra việc tái tuần hoàn như vậy cho phép đốt triệt để nhiên liệu giảm thiểu sự ô nhiễm môi trường.